# Ebisu CreAto
Ebisu CreAto (jap. 恵比寿CreAto, 自由空間クレアート) – obiekt przeznaczony do organizacji różnych eventów zlokalizowany w Shibuya w Tokio.

## Opis
Wnętrze obiektu wykończone jest w bieli i błękicie, kontrastując z ciężkim sprzętem, jest wykorzystywane do różnych wydarzeń, zwłaszcza koncertów muzyki na żywo, dzięki gigantycznemu ekranowi LED, który znajduje się za sceną i najnowocześniejszemu sprzętowi nagłaśniającemu.